# Бразильский туко-туко
Бразильский туко-туко (лат. Ctenomys brasiliensis) — вид южноамериканских грызунов из семейства тукотуковых. Обитает в основном в штате Минас-Жерайс на юго-востоке Бразилии, хотя Чарльз Дарвин упоминает, что встречал его во время плавания на корабле «Бигль» на территории нынешнего Уругвая.
Бразильский туко-туко имеет красновато-коричневую окраску. Хвост покрыт короткими волосами. Это самый крупный вид рода туко-туко. Длина тела с головой около 30 см, хвост относительно короткий.